# ويليام سيسيل روس
ويليام سيسيل روس هو سياسي كندي، ولد في 11 مايو 1911، وتوفي في 4 يونيو 1998. حزبياً، نشط في الحزب الشيوعي الكندي.